# Socket 604
Socket 604 は、インテルのXeonプロセッサ用を接続するための、604 ピンのCPUソケットである。Socket 604 は、電気的な接続と同時に物理的な保持も行う。Socket 604はヒートシンクを保持するように設計されている。

## 仕様
Socket 604 は、ワークステーションやサーバプラットフォーム向けとしてインテルが設計した ZIF ソケットである。Socket 604 は 604 本のピンを有するが、電気的な接点は 603 本だけである。残りのピンはダミーピンである。それぞれの接点は 1.27 mm ピッチの規則的な配列であり、604 ピンパッケージのプロセッサと接合する。
Socket 604 プロセッサは、400, 533, 667, 800, 1066 MHz のバス速度が利用可能であり、130 nm プロセス、90 nm プロセス、65 nm プロセス、45 nm プロセスで製造された。Socket 604 用プロセッサは、余分なピンが存在するために Socket 603 用マザーボードに挿入することが出来なかった。しかし、追加されたソケットの穴は動作に影響しないため、Socket 603 用プロセッサは Socket 604 用のマザーボードに挿入することが出来た。
Socket 604 用のプロセッサは 1.60 GHz から 3.80 GHz の範囲で存在した。この高いクロックレートは、後期のCore世代のCPUよりも昔の、性能の低いNetBurst世代のXeonだけに存在した。
|            |            | マザーボード | マザーボード |
| Socket 603 | Socket 604 |              |              |
| ---------- | ---------- | ------------ | ------------ |
| C P U      | Socket 603 | Yes          | Yes          |
| C P U      | Socket 604 | No           | Yes          |

## 採用製品
CPU
- Intel
  - NetBurst
    - Prestonia / Gallatin
    - Nocona / Irwindale / Cranford / Potomac / Paxville
    - Tulsa

  - Core
    - Tigerton
    - Dunnington

チップセット
- Intel
  - 875 Chipset
  - E7210, E7501, E7505
  - E7320, E7520, E7525
  - E8500, E8501, 7300
- ServerWorks (Broadcom)
  - ServerSet CG SL, LE